# Тырыш
Тырыш (тат. Тырыш) — посёлок в Азнакаевском районе Республики Татарстан России. Входит в состав Ильбяковского сельского поселения.

## История
Посёлок основан в 1920-х годах. Название произошло от татарского слова «тырыш» (старательный, усердный, прилежный). С момента основания находился в Алькеевской волости Бугульминского кантона Татарской АССР. С 10 августа 1930 года — в Тумутукском районе, переименованном 20 октября 1931 года в Азнакаевский (в 1948 году — посёлок в Ильбякском сельсовете, в 1963–65 годах — в Альметьевском районе).

## География
Посёлок расположен в юго-восточной части Татарстана, на расстоянии примерно 29 километров по автодорогам к северо-западу от центра города Азнакаево, административного центра района, и в 6,5 км по автодорогам к юго-западу от центра поселения, села Ильбяково, неподалёку от границы с Сармановским районом и пгт Джалиль.

### Часовой пояс
Посёлок Тырыш, как и весь Татарстан, находится в часовой зоне МСК (московское время). Смещение применяемого времени относительно UTC составляет +3:00.

## Население
В 2002 году в посёлке проживало 16 жителей (8 мужчин, 8 женщин).
В 2010 году — 18 жителей (9 мужчин, 9 женщин).
| 1926 | 1938 | 1949 | 1958 | 1970 | 1979 | 1989 | 2002 | 2010 |
| ---- | ---- | ---- | ---- | ---- | ---- | ---- | ---- | ---- |
| 55   | 506  | 292  | 256  | 326  | 221  | 21   | 16   | 18   |

Национальный состав
Согласно результатам переписи 2002 года, в национальной структуре населения татары составляли 100 %.

## Инфраструктура и улицы
В годы коллективизации здесь был организован колхоз «Тырыш», в 1960 году вошедший в состав колхоза «40 лет Октября» (село Масягутово). В 1979 году выделился с населёнными пунктами Ильбяковского сельсовета в совхоз «Янтарь» (с 1997 года — ООО «Янтарь»).
Посёлок электрифицирован, есть кладбище. В посёлке одна улица — 70 лет Октября.